# Princesa Pingyang
La Princesa Pingyang, formalmente Princesa Zhao de Pingyang (598-623) era hija de Li Yuan, más tarde entronizado como el Emperador Gaozu y fundador de la dinastía Tang. Le ayudó en su subida al poder y finalmente en tomar el trono de la dinastía Sui organizando el "Ejército de la Dama" (en chino, 娘子軍), comandado personalmente por ella, en su campaña para capturar la capital Sui de Chang'an. A su manera, fue la primera general de la dinastía Tang.

## Origen y familia
La futura princesa Pingyang era la tercera hija de Li Yuan, duque de Tang, un título hereditario de la China Sui. Era su tercera hija, pero la única de su esposa la duquesa Dou, quien también le dio cuatro varones: Li Jiancheng, Li Shimin (más tarde emperador Taizong), Li Xuanba, y Li Yuanji.  Finalmente, Li Yuan la dio en matrimonio a Chai Shao, el hijo de Chai Shen (柴慎), duque de Julu.

## Participación en la fundación de la dinastía Tang
En 617, Li Yuan, para entonces general a cargo de Taiyuan, planeaba rebelarse contra el Emperador Yang de Sui, por quien había sido encarcelado anteriormente. Envió mensajeros a su hija y su yerno Chai Shao, que se encontraban entonces en la capital, Chang'an, convocándoles. Chai se preocupó que no serían capaces de huir juntos fácilmente, y cuando lo consultó con ella, ésta le dijo que se fuera, y que ella, como mujer, sería capaz de esconderse más fácilmente. Por lo tanto, él se dirigió en secreto a Taiyuan y, después de una primera reunión con Li Jiancheng y Li Yuanji, a quienes Li Yuan había también llamado de Hedong (ahora parte de Yuncheng, Shanxi), se reportó en Taiyuan.
Inicialmente, Pingyang se escondió, pero después repartió su riqueza entre varios cientos de hombres, recibiendo su lealtad, por lo que se levantó en apoyo de su padre Li Yuan. Envió a su criado Ma Sanbao (馬三寶) para persuadir al líder rebelde campesino He Panren (何潘仁) para unírsele, y luego persuadió también a los líderes rebeldes Li Zhongwen (李仲文), Xiang Shanzhi (向善志), y Qiu Shili (丘師利) para su causa. Atacó y capturó algunas ciudades cercanas, y reunió un total de 70.000 hombres.
A finales del año 617, Li Yuan cruzó el río Amarillo hacia la región de Chang'an, y envió a Chai Shao a encontrarse con ella. La pareja se unió luego a Li Shimin, al mando de un ala del ejército de Li Yuan. Chai y Pingyang instalaron campamentos separados como generales al mando, y su ejército empezó a ser conocido como "Ejército de la Dama". En 618, Li Yuan hizo que el nieto del Emperador Yang de Sui, Gong de Sui, le cediera el trono, estableciendo así la nueva dinastía Tang como Emperador Gaozu. A Pingyang la nombró Princesa, y como había contribuido en gran medida a su victoria, la honró particularmente sobre sus otras dieciocho hijas.

## Muerte
Con todo, no hay mención de que la Princesa Pingyang haya formado parte de ninguna otra batalla después de la captura de la capital Chang'an. Cuando murió en 623, el Emperador Gaozu ordenó darle un magnífico funeral militar, el propio de un general. Cuando los oficiales del Ministerio de Ritos objetaron sobre la presencia de una orquesta, declarando que en los funerales de mujeres no podía haber músicos, respondió: "Como sabéis, la princesa reunió un ejército que nos ayudó en el derrocamiento de la dinastía Sui. Participó en muchas batallas, y su ayuda fue decisiva para fundar la dinastía Tang... No era una mujer común".

## Hijos
La princesa Pingyang y su marido, Chai Shao, tuvieron dos hijos:
- Chai Zhewei (柴哲威), titulado Duque de Qiao
- Chai Lingwu (柴令武, muerto en 653), titulado Duque de Xiangyang, casado con la hija del Emperador Taizong, la Princesa Baling (巴陵公主)